# Protea aristata
Protea aristata (лат.) — кустарник, вид рода Протея (Protea) семейства Протейные (Proteaceae), эндемик юго-западной части Капской области Южной Африки. Этот вид стал одним из самых известных протей в Южной Африке, несмотря на его относительно позднее открытие и повторное открытие лишь в 1953 году. Листья мягкие, плотные и игольчатые, а цветочные головки потрясающего малиново-красного цвета, очень декоративное растение для южноафриканских садов.

## Таксономия
Образец Protea aristata был впервые собран южноафриканскими ботаниками Томасом Пирсоном Стоко и Ричардом Примосом в качестве зарождающейся ветви на вершине Севевикспоортпик недалеко от города Ледисмит в Западно-Капской провинции в Южной Африке. Основываясь на этом образце голотипа, таксономист из Южной Африки Эдвин Перси Филлипс описал это растение как новый вид в 1938 году. Несмотря на то, что вид был обычным на горном перевале Севевикспоортпик, он больше не был найден вплоть до 1953 года и считался вымершим.
Когда именно вид был впервые собран, является спорным: на этикетке на листе гербария (Primos # 85), размещённом в Гербарии Королевских ботанических садов Кью, подписанной Примосом, указано «декабрь 1937 года» но в журнале Journal of South African Botany дана дата «декабрь 1928 года». Образец в гербарии Кью помечен как «тип», возможно, это голотип, но он также может быть изотипом, потому что в Национальном гербарии в Претории также есть лист с коллекционным номером Primos # 85, к этому листу прикреплен более крупный эксикат. Этот лист, также отмеченный Примосом, был собран в том же самом месте, но в декабре 1928 года и, что сбивает с толку, он хранится как голотип вида P. laetans, который впервые был собран в каньоне реки Блайд в Мпумаланге.
Видовое название — от латинского aristata, что означает «остистая» и относится к выступающим остям на губе, находящимся на вершине околоцветника.

## Ботаническое описание

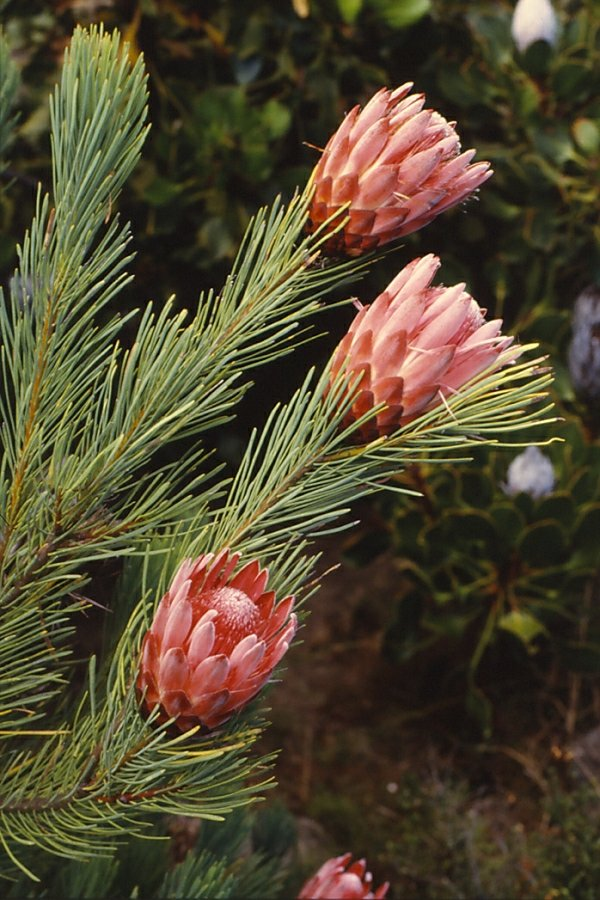
Соцветия Protea aristata

Protea aristata — прямостоячий, приземистый, многолетний вечнозелёный кустарник высотой от 1 до 2,5 м, и до 3 м в диаметре у очень старых экземпляров, с одним основным стволом до 25 см в диаметре. Для растений, выращиваемых в Австралии, общие размеры взрослых кустов составляют от 1,2 до 3,6 м, но большинство садовых кустов обычно достигают высоты 2,5 м и ширины 0,8-1 м. По внешнему виду куст напоминает небольшую сосну. Кора ствола гладкая и серого цвета, но у молодых ветвей кора светло-коричневая. В дикой природе кусты изначально были найдены стелющимися по земле. Цветоносные стебли прямые, безволосые, диаметром 5-7 мм с цветком на вершине. Растения очень медленно созревают и могут жить до 50 лет. Листья и стебли этого вида источают неприятный серный запах при разрезании или повреждении.
Листья тонкие и игольчатые, линейные, уплощённые, гладкие по текстуре и расположены на стебле направленными вверх. Они 7-11 см длиной и 2-3 мм шириной, заканчиваются мягким чёрным заостренным кончиком. Имеют сизовато-зелёный цвет.
Цветочные головки крупные для протей и имеют форму перевёрнутого конуса или колоколообразную при полном раскрытии. Длина соцветия составляет 11-14 см, а ширина — 10-12 см. Окружающие прицветники расположены в 7-9 рядов, при этом внешние ряды очень широкие, от яйцевидной до почти округлой формы, обнажённые, длиной 10-15 мм, шириной 10 мм. Внутренние ряды длинные и довольно широкие, заострённые, длиной 40 — 80 мм, шириной 20 — 25 мм, густо опушённые; самый внутренний ряд — лопаткообразной формы длиной 100—120 мм, шириной 10-15 мм с концевыми крючками. Прицветники различаются по цвету от тёмного до почти чёрного у основания во внешнем ряду, до темно-карминового или малинового во внутреннем ряду; густые волоски придают серебристый вид прицветникам, оканчивающимся короткими белыми волосками по краям на вершине. Цвет также был описан как красновато-розовый, а цвет внешних прицветников — тёмно-красный, а внутренних — розовый. Это однодомное растение, мужские и женские части встречаются в каждом цветке. Околоцветник розового цвета.
Плоды быстрорастущие.

## Распространение
Вид — эндемик Западно-Капской провинции Южной Африки. В дикой природе встречается только на северных и южных склонах на 60-км участке дальнего западного конца горного хребта Клейн-Свартберг в Западно-Капской провинции. Общая площадь ареала составляет 423 км², а площадь обитания там, где фактически растут растения, составляет всего 152 км². Этот регион простирается от Буффелспоорта до Севевикспоортпика. Вид известен менее чем из десяти популяций. Его можно увидеть в дикой природе в горах над городом Ледисмит, где он растёт вдоль некоторых обочин дорог, и недалеко от города Калицдорп. Растение редко группируется в плотные сообщества, как правил, оно встречается в виде отдельных растений, широко распространённых по всему ареалу.

## Экология

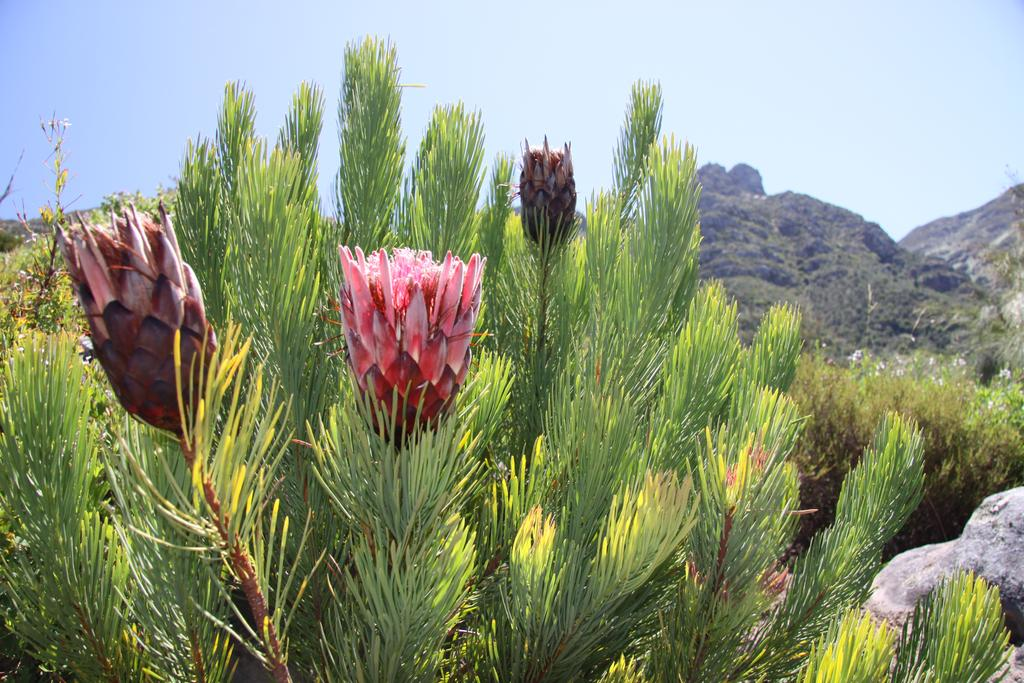
Протея в естественной среде обитания

### Местообитание
Protea aristata предпочитает каменистые выступы на высокогорных утёсах и открытые каменистые склоны из песчаника, что, видимо, приводит к выживанию очень старых экземпляров растений, возможно, возрастом до 50 лет благодаря защите от пожаров каменистым окружением. В остальном среда обитания — горный финбош. Во всех известных местах, где вид встречается в дикой природе, он растёт на субстрате из песчаника. Встречается на высоте от 600 до 1500 м или до 1585 м. Как правило, лесные пожары случаются в ареале вида каждые пятнадцать лет.

### Размножение
Цветение происходит жарким и засушливым летом с октября по декабрь, с пиком в декабре, а иногда и в конце февраля. Иногда цветение может начаться уже весной. Protea aristata опыляется птицами, возможно, особенно капским сахарным медососом. В дикой природе семя полностью созревает к маю. Когда семена высвобождаются из капсул, они разносятся ветром.

### Лесные пожары
Взрослые растения Protea aristata погибают, когда попадают в лесные пожары, которые периодически проходят через естественную среду обитания, однако семена этой протеи способны сохраниться. Плоды хранятся в старых засохших соцветиях, которые постоянно остаются на растении после старения, хотя со временем они опадают. Пораженные засухой растения в их естественной среде обитания сбрасывают семена намного быстрее, чем культивируемые. В дикой природе это обычно происходит через шесть-девять месяцев, но при выращивании они могут оставаться закрытыми на растении в течение года или более. Согласно одному источнику, семена не защищены внутри семенной головки, а высвобождаются сразу после созревания. Другие источники оспаривают это, заявляя, что соцветие открывается только для того, чтобы дать семенам возможность высвободиться после полного высыхания. Пожары в конце лета могут стимулировать раскрытие соцветий.

## Использование
Единственным ограничивающим признаком растения как декоративного цветка на срезку является неприятный запах, исходящий от срезанных стеблей. Тем не менее, он считается хорошим срезанным цветком и выращивается на коммерческих цветочных фермах на Гавайях и в Калифорнии. Сорт Protea × Venus представляет собой гибрид P. aristata с P. repens без запаха и выращивается в цветоводстве на срезку.
Вскоре после повторного открытия вид был представлен в южноафриканском ботаническом журнале «Цветущие растения Африки» (Flowering Plants of Africa) в 1959 году, иллюстрированный картиной ботанического художника Фэй Андерсон. Вид был изображён на почтовой марке Южной Африки за 10 центов в 1977 году.

### Культивирование
Вид Protea aristata стал известен широкой южноафриканской публике как декоративное растение только в 1960-х годах. Растения растут медленно и являются «долгожителями» по сравнению с другими видами садовый протей, образуя аккуратный компактный куст, тогда как большинство других видов с возрастом становятся истончёнными. Обрезка старых цветочных головок после цветения помогает сохранить компактную форму. При выращивании этот вид растёт на глинистых, суглинистых или песчаных почвах с диапазоном pH от кислого до щелочного, но лучше всего эта протея растёт на хорошо дренированных кислых почвах, полученных из песчаника, а также хорошо растёт на хорошо дренированных почвах на граните. P. aristata предпочитает положение на ярком солнечном свете. Этот вид довольно устойчив к засухе, особенно после укоренения, и морозам до −4 ° C. Плохо растёт в районах со слишком большим количеством влаги или осадков. Растение привлекает птиц и насекомых. Его можно использовать в садах в средиземноморском стиле, в саду финбош или в большом саду камней, в качестве контейнерного образца, как особенное растение или как часть смешанной грядки. В Национальном ботаническом саду Кирстенбош в Кейптауне есть несколько великолепных экземпляров, хотя выращивать их там с некоторыми трудностями, так как иногда бывает слишком влажно в этом месте. Вид также рекомендуется как хорошее садовое растение на равнинах и у побережья Южной Австралии.
Лучше всего размножать свежими семенами. Семена лучше всего сеять с конца лета до осени. Семена и саженцы легко загнивают при чрезмерном увлажнении, поэтому субстрат должен быть хорошо проветренным и хорошо дренированным. Лучше всего семена прорастают, когда они лишь слегка прикрыты субстратом. В качестве адаптации к периодическим лесным пожарам в их среде обитания семена, вероятно, более успешно прорастают после обработки дымом или жидким дымовым экстрактом. Похоже, что прорастание семян стимулируется чередованием прохладных ночей с тёплыми днями при температуре от 10 °C до 20 °C. Саженцы лучше всего выращивать в светлой тени.
Как и все виды протей, при выращивании растения чувствительны к большому количеству вредителей и болезней. В Южной Африке к возможным вредителям относятся гусеницы, нематоды, щитовки и жуки. Корневая гниль, вызываемая Phytophthora cinnamomi, является наиболее опасным смертельным заболеванием протеев, особенно в жаркое время года, но и другие грибки могут убивать протеи.

## Охранный статус
В своей книге 1980 года о протеях Южной Африки Рурк заявил, что, хотя Protea aristata считалась редкостью в дикой природе, на самом деле она была довольно обычным явлением в пределах своего ареала. К 1990-м годам это официально считалось редким растением. В 1996 году Южноафриканский национальный институт биоразнообразия впервые оценил охранный статус видов, внесённых в Красный список южноафриканских растений, как «редкий», в 2009 году он был повышен до «уязвимого», оценка была повторена в 2019 году.
В 2009 году общая популяция, по оценкам, насчитывала максимум 6 тыс. растений, при этом ни одна субпопуляция не насчитывала более тысячи растений. Многие из менее чем десяти популяций являются небольшими и состоят только из нескольких изолированных растений. Предполагается, что с 2019 года общая численность населения снижается. Тем не менее, этот вид по-прежнему считается местным обычным явлением на горном перевале Сьювиэкспоорт.
Слишком частые пожары являются проблемой для этого растения, так как они не дают растениям достаточно времени для созревания, а привлечение новых саженцев сокращается. Считается, что это основная причина исчезновения вида.